# Lorena Airlines
Lorena Airlines foi uma companhia aérea da Indonésia que usaria duas aeronaves Boeing 737-300. Nunca se tornou operacional.

## Frota
A frota da Lorena Airlines consistia nas seguintes aeronaves:
| Aeronaves      | Total | Notas |
| -------------- | ----- | ----- |
| Boeing 737-300 | 1     |       |
| Total          | 1     |       |